# Gastfeld

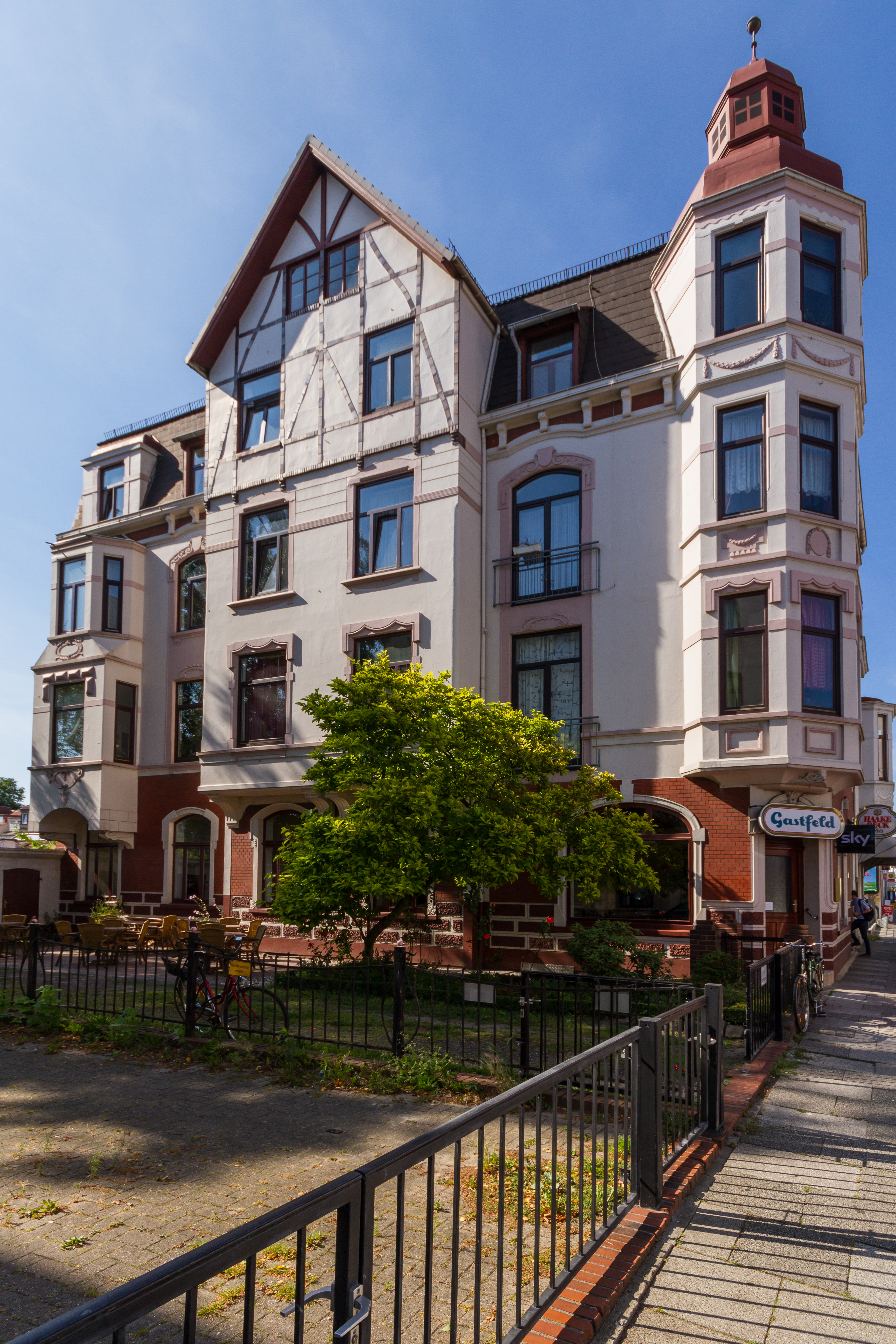
Gastfeldstraße 67

Das Gastfeld ist eine seit 1911 bestehende Kulturkneipe in Bremen-Neustadt, Ortsteil Gartenstadt Süd, Gastfeldstraße 67, die für ihre Indiepop-Konzerte und Fotoausstellungen bekannt ist.

Das Haus entstand 1906/07 nach Plänen von Johann Diedrich Biermann. Es steht seit 2012 unter Bremer Denkmalschutz.

## Geschichte
Das dreigeschossige, verputzte Bauwerk mit Mansarddach, Zierfachwerk im seitlichen Giebel und einem markanten, viergeschossigen Eckturm mit Glockenhaube und mit Laterne wurde 1906/07 in zeittypischen Formen des späten Historismus im Reformstil gebaut. Das als Eckhaus geplante Haus prägt das örtliche Stadtbild. Das Landesamt für Denkmalpflege Bremen befand: Das Bauwerk "markiert eine bedeutsame städtebauliche Situation, indem es durch seine Gestaltung und Anordnung auf eine steckengebliebene Planung verweist, nämlich die Verlängerung der Sedanstraße über die Gastfeldstraße hinaus … 'Eckhaus ohne Ecke' … Das Gebäude ist mithin ein wichtiges Dokument der Stadtentwicklungsgeschichte der Bremer Neustadt in den dynamischen Jahrzehnten der Gründerzeit."
Das Gastfeld soll das älteste noch bestehende Wirtshaus der Bremer Neustadt sein. Es wurde 1911 von dem damaligen Hauseigentümer Wilhelm Siemering eröffnet. Noch heute verfügt es über viele Einrichtungsgegenstände aus dem Gründungsjahr. War die Gaststätte für viele Jahrzehnte das Zentrum des Vereinslebens der Bremer Neustadt, wandelte sie sich 2011 zu einer Kulturkneipe, die neben Ausstellungen internationaler Fotokünstler und Literaturveranstaltungen insbesondere durch ambitionierte Indiepop-Konzerte von aufstrebenden Bands, die in Bremen ihr Debüt geben, weit über die Grenzen der Stadt hinaus bekannt wurde. Viele Bands werden vom Gastfeld entdeckt und von ihm gefördert. Die stark besuchten Konzerte fanden zunächst an zwei aufeinanderfolgenden Tagen statt, seit 2014 auch an drei Tagen. Seit 2013 gestaltet das Gastfeld mit »seinen« Bands einen Abend auf Bremens größtem Musikfestival Breminale und ist an weiteren Festivals beteiligt. Seit 2015 besteht eine Kooperation mit Radio Bremen.
Gastfeld ist das niederdeutsche Wort für Gerstenfeld. Das war der Flurname der dortigen Gegend, bevor sie ab 1875 bebaut wurde. Der Name gründete sich auf den Anbau von Gerste für die Bremer Brauereien.